# Imbonerakure
Imbonerakure parfois nommé CNDD-FDD Youth ou CNDD-FDD Jeunesse, est un mouvement politique de jeunesse burundais affilié au Conseil national pour la défense de la démocratie-Forces de défense de la démocratie (CNDD-FDD). Le mouvement a été créé aux alentours de l'année 2010. Imbonerakure signifie littéralement en kirundi, "ceux qui voient loin".

## Une milice supposée du régime
Le mouvement est régulièrement assimilé par des observateurs indépendants à une milice aux ordres du pouvoir du Président Pierre Nkurunziza, particulièrement depuis le début de la crise politique burundaise de 2015. De nombreuses preuves démontrent la proximité du mouvement avec la police et le SNR (service national de renseignement) dans la traque et le harcèlement d'opposants politiques,.
En 2015, Zeid Ra'ad Zeid Al-Hussein, Haut-Commissaire des Nations unies aux droits de l'homme, utilise le mot « milice » pour caractériser les Imbonerakure ce que récusent ces derniers par la voix de son Président Denis Karera. La question de l'armement supposé des Imbonerakure par le régime est une des raisons de la comparaison du mouvement à une milice.
En février 2016, les Imbonerakure sont directement mis en cause par Human Rights Watch comme étant responsables d'arrestations arbitraires, de violences, d'actes de torture et d'assassinats au Burundi.
Les Imbonerakure, sont accusés par Human Rights Watch (HRW) d'avoir joué un rôle controversé lors des élections législatives et communales du 5 juin 2025 au Burundi. Selon des témoignages recueillis par HRW, les Imbonerakure auraient intimidé et harcelé des électeurs, surveillant les bureaux de vote pour influencer le processus électoral en faveur du parti au pouvoir. Des électeurs de plusieurs régions rapportent que les Imbonerakure les auraient incités à voter pour le Conseil national pour la défense de la démocratie – Forces de défense de la démocratie (CNDD-FDD). Les Imbonerakure sont aussi accusés par HRW d'avoir aidé les autorités à forcer la population à s'inscrire sur les listes électorales fin 2024, en utilisant des mesures coercitives.